# Elbtower
Der Elbtower ist ein unvollendetes Geschäfts-Hochhaus im Osten der Hamburger HafenCity, geplant von David Chipperfield Architects. Finanziert und realisiert werden sollte das nach damaligen Planungen rund 950 Mio. Euro teure Bauvorhaben durch die Signa Prime Selection AG, eine Tochtergesellschaft der Signa Holding, des Österreichers René Benko. Die Signa hat im April 2024 nach österreichischem Recht Konkurs ohne Sanierungsplan angemeldet, Benko sitzt seit Januar 2025 in Untersuchungshaft in Wien.
Bis zum Baustopp im Herbst 2023 entstanden für die Signa Baukosten von rund 400 Millionen Euro. Der Rohbau hatte zu diesem Zeitpunkt eine Höhe von 100 Metern erreicht. Nach dem früheren Bürgermeister und Fürsprecher des Projekts Olaf Scholz wird der Elbtower im Volksmund „der kurze Olaf“ genannt.
Nach der Signa-Pleite gab es Verhandlungen mit diversen kaufwilligen Investoren. Im Dezember 2024 gab der Insolvenzverwalter des Hamburger Elbtowers Torsten Martini bekannt, dass die Verhandlungen nun exklusiv mit dem Becken-Konsortium geführt werden. Zu der Investorengruppe des Hamburger Immobilien-Unternehmers Dieter Becken (Becken Gruppe) gehört auch der Milliardär Klaus-Michael Kühne. Im April 2025 wurde bekannt, dass der Elbtower durch Mitnahmesetzungen gravierende Schäden am Bahnhof Hamburg Elbbrücken verursacht und deswegen ein Bauverbot für den Elbtower bis mindestens März 2026  besteht. Der für den Herbst 2025 geplante Weiterbau ist deswegen nicht möglich, zudem muss der Bauträger für die Schadensbeseitigung aufkommen. Zuvor hatte das Becken-Konsortium mit einer Fertigstellung im Jahr 2030 und weiteren Kosten von 700 Millionen Euro gerechnet.
Mit einer Höhe von 245 Metern wäre der Elbtower formal ein „Wolkenkratzer“ mit 64 Etagen und das höchste konventionelle Gebäude Hamburgs.

## Von der Signa Gruppe geplante Umsetzung

### Standort
Die Baustelle steht an einem städtebaulich markanten Standort am Nordufer der Norderelbe und markiert somit den Zugang zur inneren Stadt. Sie wird durch die Freihafenelbbrücke und die Eisenbahnbrücken im Westen und die Billhorner Brücke und die Neue Elbbrücke im Osten eingefasst. In unmittelbarer Nachbarschaft liegt die S- und U-Bahn-Haltestelle Hamburg Elbbrücken.

### Ursprüngliche Planung
Der fertige Elbtower hätte eine Grundfläche bedeckt, die annähernd die Form eines gleichschenkligen, rechtwinkligen Dreiecks hat, wobei die Hypotenuse dieses Dreiecks parallel zum Ufer des Oberhafenkanals im Nordosten liegt, während die Katheten im Westen und Süden liegen.
Der Entwurf wurde von Christoph Felger vom Büro des englischen Architekten David Chipperfield erarbeitet, der mit dem Empire Riverside Hotel früher ein Großprojekt in Hamburg erfolgreich verwirklicht hatte.

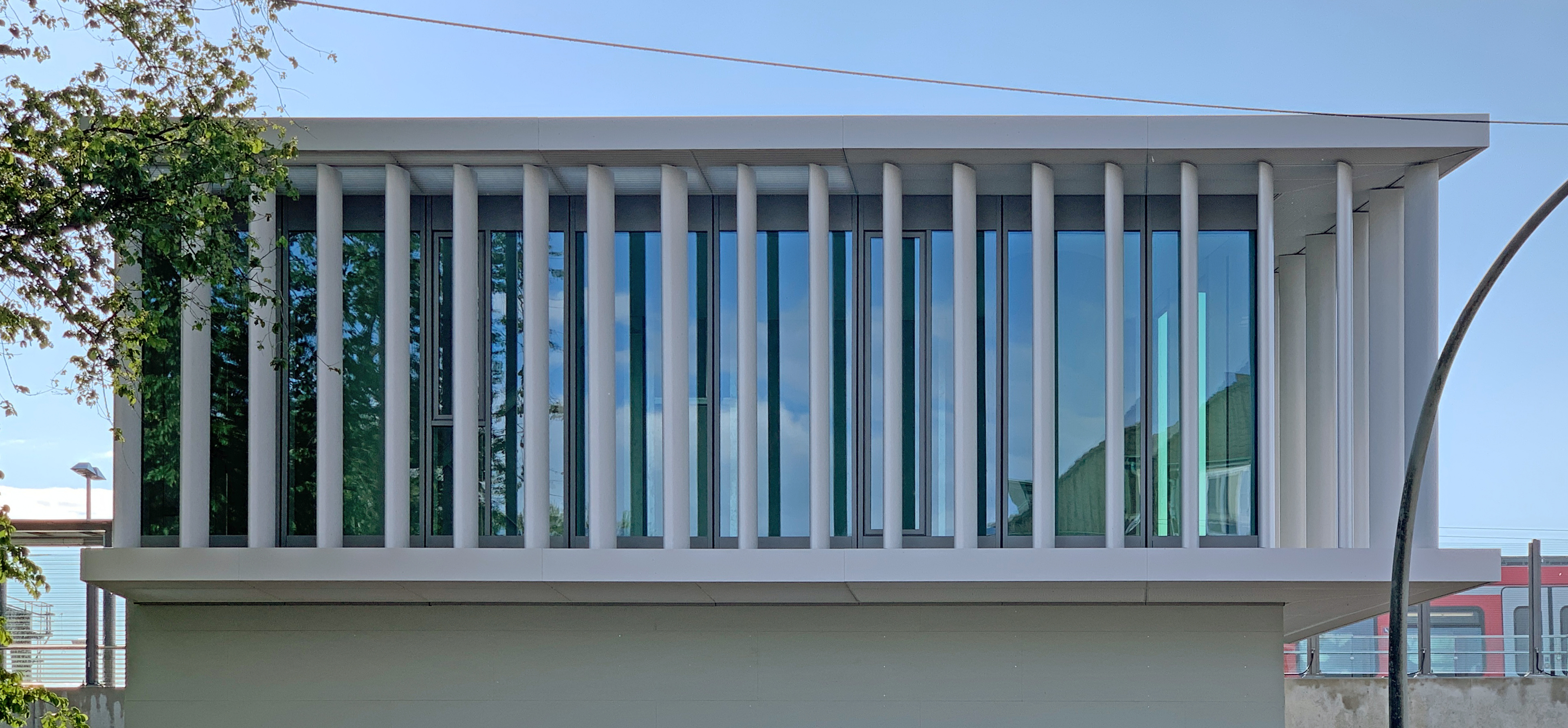
Musterfassade des Elbtowers (2020), Leuchtdioden hätten sie nachts illuminieren sollen

Der Entwurf bestand aus einem vergleichsweise flächengreifenden, vier- bis fünfgeschossigen Sockel, aus dem sich zunächst sechs bis sieben weitere, fließend zurückgestaffelte Geschosse entwickeln, die sich wiederum im Südosten des Gebäudes zu einer schlanken, geschwungenen rund vierundsechziggeschossigen Turmfigur entwickelt hätten. Die obersten acht Geschosse des Turms hätten das Motiv der fließenden Abstaffelung wieder aufgegriffen, indem sie nach und nach in nordöstliche Richtung zurückweichen. Durch die komplexe Form des Bauwerks ergeben sich je nach Betrachtungsort unterschiedliche städtebauliche Wirkungen. Die Fassade sollte nachts durch außen befestigte Leuchtdioden illuminiert werden.
Oberbaudirektor Franz-Josef Höing erklärte am 23. November 2018, dass das Gebäude nun 245 Meter hoch werden soll. Die zusätzlichen Meter hätten sich durch die Planung eines Restaurants in 200 Metern Höhe und einer Aussichtsplattform in der 55. Etage ergeben. Das Gebäude war zu diesem Zeitpunkt mit 64 Etagen geplant.

### Ursprüngliche Nutzungspläne
Die Bruttogeschossfläche hätte etwa 160.000 m² betragen sollen, ca. 122.000 m² davon oberirdisch. Davon waren 77.000 Quadratmeter für Büroflächen vorgesehen, die sich auf 48 Stockwerke verteilt hätten. Die kleinste mietbare Büroeinheit bot eine Fläche von 1300 m².
Geplant war auch, dass ein Nobu-Hotel und ein zugehöriges Restaurant auf mehreren Etagen in den Elbtower einziehen sollten. Auch sollten für Besucher drei Etagen mit Wein- und Feinkostgeschäften, Galerien, Cafés und Bistros sowie Gym und Spa zur Verfügung stehen, nebst Aussichtsplattform in der 55. Etage.
In den Planungen war ein mischgenutzter Elbtower mit einer Kapazität von rund 3000 Arbeitsplätzen vorgesehen, für die allerdings nur 560 Parkplätze in der Tiefgarage geplant wurden. Man hätte darauf gesetzt, dass Beschäftigte wie Besucher über den benachbarten S- und U-Bahnhof Elbbrücken an- und abreisen. Als Mieter für die 90.400 m² Büroflächen gab es zeitweise Vorverträge mit der Hamburg Commercial Bank, dem Versicherungsmakler AON und dem Medizindienstleister Eterno.

## Geschichte

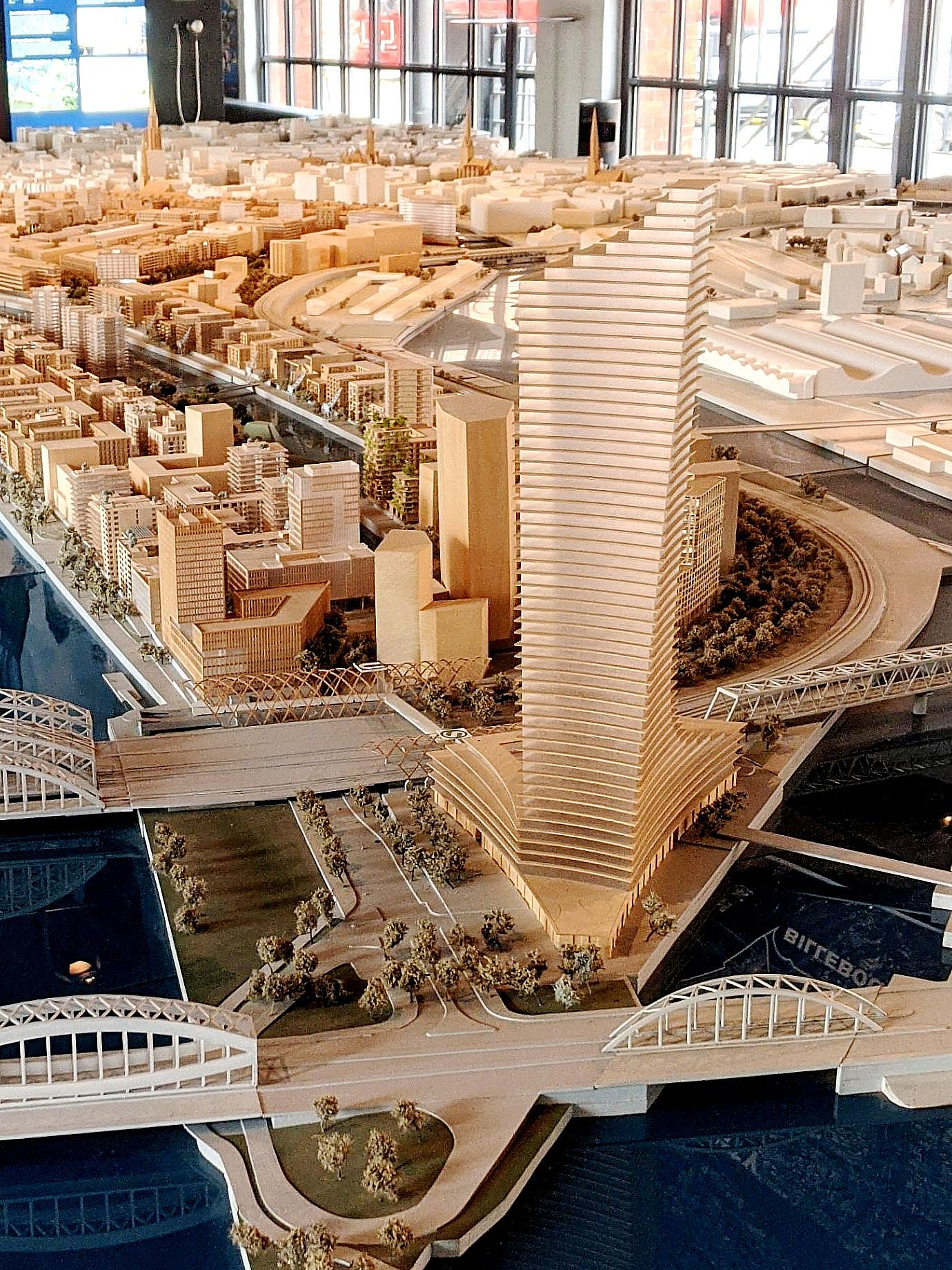
Elbtower im HafenCity-Stadtmodell

Der Hamburger Senat unter dem ersten Bürgermeister Olaf Scholz stellte das Vorhaben im März 2017 auf der französischen Immobilienmesse MIPIM vor. Am 15. März 2017 wurde das Projekt als Bauauftrag im Wege einer „freiwilligen Ex-ante-Transparenzbekanntmachung“ im EU-Amtsblatt veröffentlicht. In der Bekanntmachung wurde der „Gesamtwert der Beschaffung“ mit 120 Millionen Euro angegeben, die Baukosten sollten 700 Millionen Euro betragen. Am 27. März 2019 beschloss die Hamburgische Bürgerschaft den Verkauf des Grundstückes für 122 Millionen Euro an den Investor. Dabei wurden mehrere Zusatzbedingungen beschlossen, die verhindern sollten, dass der Investor den Bau nicht vollendet und der Stadt dadurch Kosten entstehen. Der Bauantrag wurde im Dezember 2020 eingereicht und der Bebauungsplan im Januar 2021 genehmigt. Am 30. September 2021 wurde der Auftrag für den Rohbau an das Unternehmen Adolf Lupp aus Nidda vergeben. Die Arbeiten an der Baugrube und den Gründungsbauteilen waren im November 2022 abgeschlossen. Als Termin der Fertigstellung des Baus wurde zu diesem Zeitpunkt das Jahr 2025 angegeben.
Im August 2022 beteiligte sich die Commerz Real AG, eine Tochter der Commerzbank, über ihren Immobilienfonds Hausinvest mit 25 Prozent an dem Projekt. Zeitgleich wurden die erwarteten Baukosten auf 950 Millionen Euro erhöht. Laut Signa seien nicht gestiegene Materialkosten, sondern „die erhebliche Vergrößerung der geplanten Baufläche“ die Ursache für die Steigerung um ca. 35 % gegenüber der ursprünglichen Kostenangabe. Im November 2022 war das Fundament für den Neubau fertiggestellt, die Arbeiten lagen drei Wochen vor dem Zeitplan.
Ende Oktober 2023 stellte das Bauunternehmen Lupp die Bauarbeiten am Elbtower ein, weil die Signa Prime fällige Rechnungen in Höhe von 37 Millionen Euro seit dem Sommer nicht mehr bezahlte. Auch mehreren weiteren Firmen schuldete die Signa jeweils fünf- oder sechsstellige Beträge. Der Rohbau erreichte eine Höhe von etwa 100 m. Am 19. Januar 2024 beantragte die Projektgesellschaft und Grundstückseigentümerin Hamburg Elbtower Immobilien GmbH & Co. KG die Eröffnung eines Insolvenzverfahrens. Die Gläubiger der Signa Prime entschieden am 18. März 2024, dass die Gesellschaft in einem Treuhandverfahren nach österreichischem Recht abgewickelt werden soll, das bis 2029 dauern kann. Mitte April 2024 wurden fünf der sieben Baukräne abtransportiert.
Die Stadt Hamburg stellte im Sommer 2024 klar, dass der Elbtower ein „privatwirtschaftliches Projekt“ sei und sie weder den Bau fortführen noch bei finanziellen Engpässen einspringen werde. Zuvor hatte sie beim Insolvenzverwalter ihr Wiederkaufsrecht für das Grundstück angemeldet, ließ die bis Ende Januar 2025 laufende Frist aber ungenutzt verstreichen.
Aufgrund der Senkungsschäden an den benachbarten Bahnanlagen verhängte das Hamburger Amt für Bauordnung und Hochbau im März 2025 ein Weiterbauverbot für den Elbtower, „vorläufig“ bis zum 23. März 2026. Eine anschließende Baufortführung wäre möglich, falls der Bauträger bis zum 23. März 2027 „Kompensationsmaßnahmen“ an den Bahnbauten auf seine Kosten vorgenommen und deren „ausreichende Wirksamkeit“ nachgewiesen hat. Die Deutsche Bahn legte bereits im Herbst 2021 Widerspruch gegen eine Baugenehmigung für den Elbtower ein, weil sie durch das Gewicht des Wolkenkratzers Schäden an ihren Anlagen sowie Betriebsstörungen befürchtete. Sie ließ sich vertraglich zusichern, dass der Eigentümer des Elbtowers für allfällige Schäden an den Bahnanlagen aufkommt.
| Datum      | Geschehnis                                                    |
| ---------- | ------------------------------------------------------------- |
| 15.03.2017 | Vorstellung des Projekts durch die Stadt Hamburg              |
| 27.03.2019 | Kauf des Grundstücks durch den Investor von der Stadt Hamburg |
| 01.12.2020 | Bauantrag gestellt                                            |
| 01.01.2021 | Bauantrag genehmigt                                           |
| 05.10.2021 | Baubeginn                                                     |
| 01.11.2022 | Fertigstellung des Fundaments                                 |
| 30.10.2023 | Baustopp                                                      |
| Jan. 2024  | Hamburg Commercial Bank storniert Mietvertrag über 11000 m²   |
| 19.01.2024 | Insolvenzantrag der Elbtower Immobilien GmbH & Co. KG         |
| 15.04.2024 | Abbau der Baustelle                                           |
| 15.05.2024 | Stadt Hamburg meldet Rückkaufsrecht an                        |
| 31.01.2025 | Ablauf des Rückkaufsrechts der Stadt Hamburg                  |
| 01.03.2025 | Wahl einer neuen Bürgerschaft                                 |
| 03.03.2025 | Weiterbauverbot wegen Setzungsschäden                         |

## Stellungnahmen von Politikern und aus der Bevölkerung
Das Projekt erfährt sowohl Unterstützung als auch Widerspruch durch Öffentlichkeit und politische Vertreter. Die regierende Hamburger SPD und die oppositionellen Parteien CDU Hamburg und FDP Hamburg begrüßten die Pläne.
Die Grünen äußerten sich als Koalitionspartner der SPD skeptisch. Kritiker verwiesen darauf, dass die Sanierung und Entwicklung bestehender Bauwerke wie des Heinrich-Hertz-Turms (Hamburger Fernsehturm) und des Bismarck-Denkmals in den Wallanlagen Vorrang vor neuen Prestigeprojekten haben sollten. Der Senat reagierte auf diese Kritik mit der Ankündigung eines transparenten Bauvorhabens und insbesondere einer rein privatwirtschaftlichen Finanzierung des Vorhabens. Weitere Kritik bezieht sich auf die grundsätzlichere städtebauliche Frage, ob ein Hochhaus des geplanten Bauvolumens in die Hamburger Bautradition passe.
Weiterhin wurden Bedenken vorgetragen, dass sich das Projekt – vergleichbar mit anderen lokalen und nationalen Großvorhaben wie der rund ein Jahr vor Vorstellung des Entwurfs eröffneten Elbphilharmonie – im Falle schlecht ausgestalteter Verträge zu einer Belastung für die öffentlichen Kassen entwickeln könnte.
Laut der Antwort auf eine schriftliche Anfrage des EU-Abgeordneten Martin Schirdewan (GUE/NGL) im Europäischen Parlament arbeitete die Europäische Kommission 2019 an einer Stellungnahme zu der Frage, ob das Bauvorhaben unter die EU-Vergaberichtlinie fällt.
Im Juni 2020 geriet das Bauprojekt erneut in die Kritik. Die Investitionssumme von 700 Millionen Euro sei bei gleichzeitig angekündigten Kürzungen und Filialschließungen bei Galeria Karstadt Kaufhof, einer ebenfalls zur Signa Holding gehörenden Warenhauskette, nicht zu rechtfertigen, so der CDU-Oppositionsführer Dennis Thering. Auch sei fraglich, ob sich Firmen wegen der wirtschaftlichen Auswirkungen der COVID-19-Pandemie die geplanten hohen Mieten überhaupt leisten könnten.
Anfang Dezember 2021 übten Architekturexperten und ein Pastor der Kirche Sankt Katharinen Kritik an dem Projekt. Der Elbtower sei aus der Zeit gefallen und bedrohe das „hanseatische Hamburg“.